# Jadílson
Jadílson est un footballeur brésilien né le 4 décembre 1977.